# Kokoszka (województwo mazowieckie)
Kokoszka – wieś w Polsce położona w województwie mazowieckim, w powiecie pułtuskim, w gminie Pułtusk. Ma status sołectwa. 
W latach 1975–1998 miejscowość administracyjnie należała do województwa ciechanowskiego.